# Infanta Isabel (1912)
El vapor Infanta Isabel fue un gran buque correo español de la Naviera Pinillos. Fue botado el 29 de junio de 1912 y permaneció en activo hasta 1944. Fue junto a su gemelo el vapor Príncipe de Asturias, el orgullo de la Marina mercante española de la época. En 1921 la naviera Pinillos lo vendió a una naviera japonesa, fue rebautizado como Mizuho Maru, y estuvo prestando servicio allí hasta que el 21 de septiembre de 1944, durante la Segunda Guerra Mundial, fue torpedeado y hundido por el submarino estadounidense USS Redfish (SS-395).

## Historia

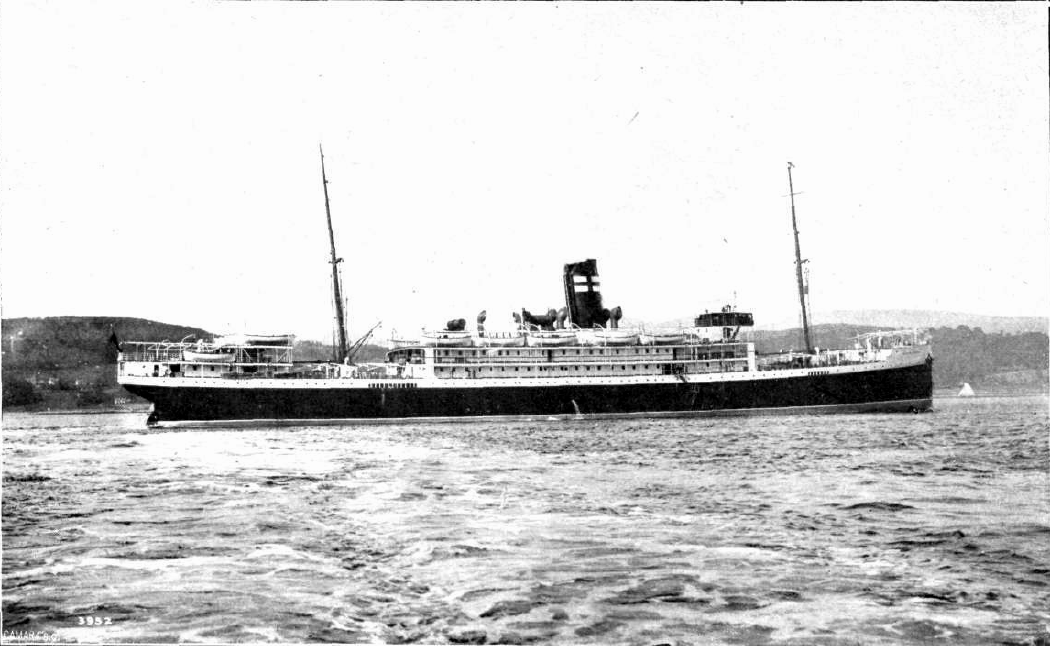
El Infanta Isabel en 1912.

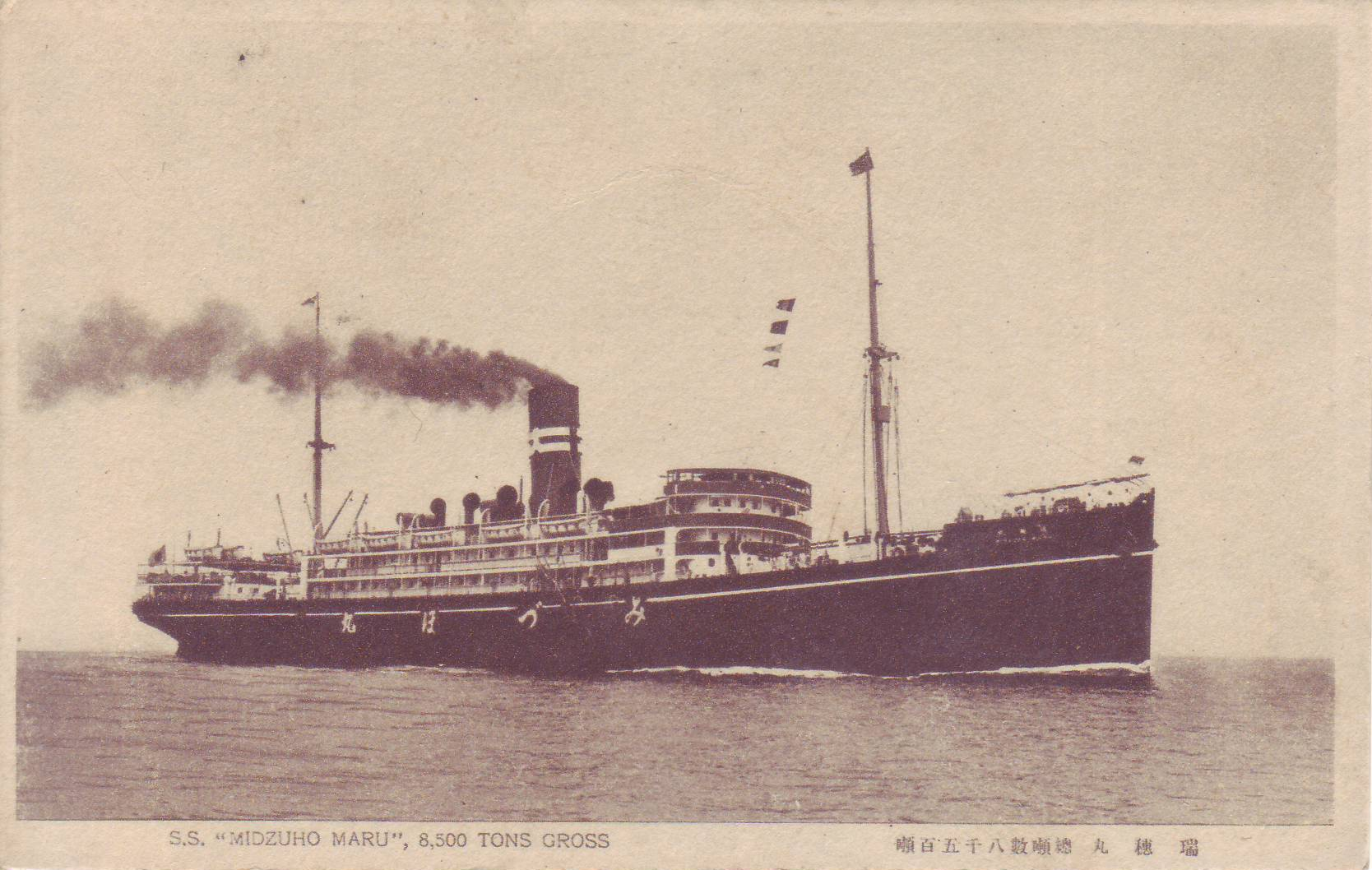
El Infanta Isabel, ya en una compañía japonesa y rebautizado como Mizuho Maru, imagen de antes de 1942.

El Infanta Isabel fue encargado por la Naviera Pinillos para la ruta Mediterráneo-Canarias-Brasil-Uruguay-Argentina. Fue construido en Port Glasgow (Escocia) por Russell & Co., en el astillero Kingston Yard. Fue botado el 29 de junio de 1912 y su nombre lo tomó de la Infanta Isabel, hija de la reina Isabel II. Era uno de los mayores y más lujosos transatlánticos de España. En 1914 se le unió en servicio su gemelo, el malogrado Príncipe de Asturias, que presentaba varias mejoras en tamaño y potencia respecto al diseño original, y que se hundiría dos años después. 
Tras la I Guerra Mundial la Naviera Pinillos experimentó serias dificultades económicas y se vio obligada a vender en 1921 su flota a la Compañía Transoceánica de Navegación. Entre ellos se encontraba el Infanta Isabel. 
En 1926 fue vendido de nuevo a una naviera japonesa que lo rebautizó como Mizuho Maru. Fue torpedeado y hundido el 21 de septiembre de 1944 por el submarino norteamericano USS Redfish (SS-395).